# Robert Raikes

Robert Raikes

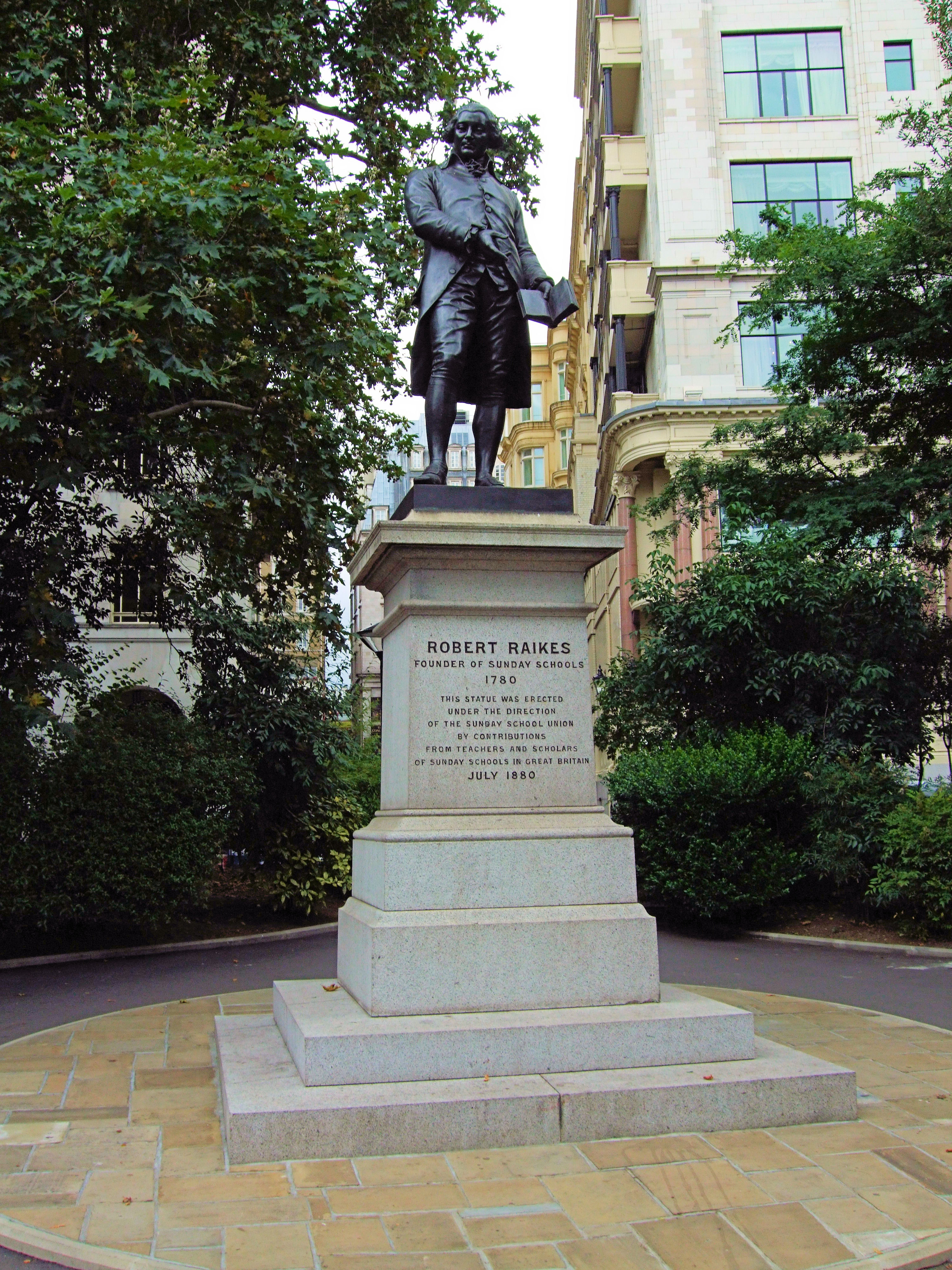
Statue Raikes’, Victoria Embankments Gardens, London

Robert Raikes (* 14. September 1735 in Gloucester; † 5. April 1811 ebenda) war ein englischer Zeitungsverleger und Sozialreformer. Er gilt als der Begründer der Sonntagsschule.

## Biografie
Raikes wurde als Sohn des Druckereibesitzers und Zeitungsverlegers Robert Raikes (* 1690; † 1757) und seiner Frau Mary Drew (* 1710; † 1756) in der südwestenglischen Stadt Gloucester geboren. Er besuchte dort zunächst die Crypt School und später die King's School, eine 1541 von Heinrich VIII. eingerichtete Cathedral School (Kathedralschule). Danach machte er bei seinem Vater, der 1722 die Tageszeitung „The Gloucester Journal“ gegründet hatte, eine Druckerlehre. Nach dem Tod seines Vaters 1757 erbte Robert Raikes die Druckerei und übernahm die Verlagsleitung. Er vergrößerte den Umfang des Gloucester Journal und verbesserte das Layout.
Bereits sein Vater galt als ein früher Vorkämpfer für die Pressefreiheit und auch der jüngere Robert Raikes verbreitete in seiner Zeitung philanthropisches Gedankengut. Er wendete sich entschieden gegen die menschenunwürdigen Haftbedingungen in englischen Gefängnissen und gegen den schwunghaften Handel mit Alkohol. Besonders heftig kritisierte er die mangelhaften Schulbildungsmöglichkeiten für das entstehende Industrieproletariat. 1780 gründete Raikes in der Sooty Alley eine Sonntagsschule, in der er die Kinder armer Schornsteinfeger, die oft durch Kinderarbeit zum Lebensunterhalt der Familien beitragen mussten, in Lesen, Schreiben, Rechnen und Religion unterrichten ließ.
Raikes Anliegen wurde vom Erweckungsprediger John Wesley (1703–1791) tatkräftig gefördert. 1785 gab er Raikes die Möglichkeit, seine pädagogische Idee im methodistischen Programmblatt „Arminian Magazine“ vorzustellen, was der Sonntagsschulbewegung zum Durchbruch verhalf. Robert Raikes verfasste das Lesebuch „Redinmadesy“ (Reading made easy) für den Kinderunterricht. Die Bibel stand allerdings stets im Mittelpunkt des Lehrplanes. 1802 zog sich Raikes aus dem öffentlichen Leben zurück. Seine Sonntagsschulbewegung fand mit der 1803 gebildeten Vereinigung London Sunday School Union große Beachtung und löste eine internationale diakonische Bewegung aus.